# Ернст-Вільгельм Мантель
Ернст-Вільгельм Мантель (нім. Ernst-Wilhelm Mantel; 6 травня 1897, Аугсбург — 20 листопада 1971) — німецький військовий юрист, генерал-суддя вермахту (20 квітня 1945).

## Біографія
Син президента поліції Аугсбурга Карла Мантеля і його дружини Берти, уродженої Шварц. 17 листопада 1914 року вступив медбратом у Баварську армію. Учасник Першої світової війни. 24 серпня 1915 року перейшов в артилерію. 11 березня 1920 року демобілізований. Того ж року арештований за «поширення антисемітських листівок». У 1924 році вступив у Німецьку народну партію. З 1933 року — суддя земельного суду Мюнхена. З 1 серпня 1934 року — слідчий суддя Народної судової палати з питань державної зради і розголошення військової таємниці. З 1 липня 1937 року — старший радник Імперського військового суду. З 1938 року служив у правовому відділ ОКГ, займався оцінкою смертних вироків військовослужбовців. Брав участь у розробці наказу про комісарів. 1 травня 1944 року зарахований на особливу службу як суддя сухопутних військ, займався розглядом питань воєнного стану. Після війни успішно пройшов денацифікацію. З 1949 року — керівник прокуратури Кемптена, потім — Нюрнберга. З 2 грудня 1950 року — суддя 1-го кримінального сенату Федерального суду. 1 вересня 1959 року вийшов на пенсію.

## Нагороди
- Медаль Червоного Хреста (Пруссія) 3-го класу (12 травня 1915)
- Залізний хрест
  - 2-го класу (16 травня 1916)
  - 1-го класу (18 серпня 1918)
- Орден «За військові заслуги» (Баварія) 4-го класу з мечами (1 травня 1917)
- Почесний хрест ветерана війни з мечами (1934)
- Медаль «За вислугу років у Вермахті» 4-го класу (4 роки; 1937)
- Орден «За заслуги перед Федеративною Республікою Німеччина», командорський хрест (1 вересня 1959)